# جزر كوماندر

خريطة جزر كوماندر

جزر كوماندر (الروسية: Командо́рские острова́) هي مجموعة من الجزر الخالية من الأشجار وذات الكثافة السكانية المنخفضة في بحر بيرينغ و تقع في أقصى غرب جزر ألوتيان معظمها جزء من ولاية ألاسكا و هي مفصولة عن أقرب جزيرة أمريكية جزيرة أتو 218 ميل ويفصلهما خط التاريخ الدولي و بفارق التوقيت 22 ساعة ( 21 ساعة خلال الصيف ) و تبعد 175 كم شرق شبه جزيرة كامتشاتكا في الشرق الأقصى الروسي . تتكون الجزر من جزيرة بيرينغ ،و جزيرة مدني وخمسة عشر من الجزر الصغيرة والصخور).
التضاريس متنوعة إلى حد ما و تشمل الجبال المطوية أعلى قمة في جزيرة بيرينج والهضاب البركانية و السهول المتدرجة و الجبال المنخفضة على حافة صفيحة المحيط الهادي وصفيحة أمريكا الشمالية والفاصل بينهما خندق ألوتيان .